# جرم‌شناسی بالینی

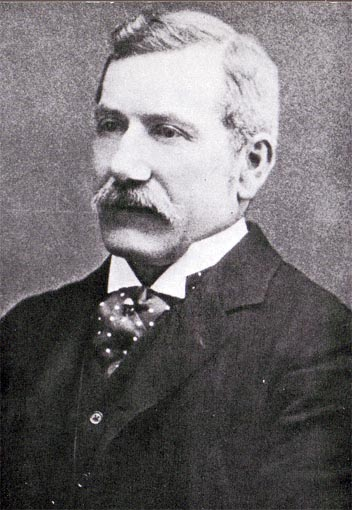
توماس باند (۱۸۴۱–۱۹۰۱)، یکی از پیشگامان جرم‌شناسی بالینی است.

جرم‌شناسی بالینی یک استراتژی تحقیقاتی است که توسط سازمان‌های اجرای قانون برای شناسایی مظنونان احتمالی استفاده می‌شود. این روش تحقیقاتی توسط بازرسان برای پیوند دادن پرونده‌هایی که ممکن است توسط یک مجرم انجام شده باشد، نیز استفاده شده‌است. چندین جرم ممکن است به یک مجرم خاص مرتبط باشد. همچنین ممکن است از این اطلاعات و مشخصات برای پیش‌بینی اقدامات آینده مجرمِ شناسایی شده، استفاده شود. در دههٔ ۱۹۸۰، اکثر محققان معتقد بودند که جرم‌شناسی بالینی فقط مربوط به جرایم جنسی، مانند تجاوز جنسی یا قتل شهوت‌مدارانه است. اما از اواخر دههٔ ۱۹۹۰ تحقیقات علمی از کاربرد این روش در شناخت مجرمان آتش‌افروزی (۱۹۹۸)، و سپس تروریسم (۲۰۰۰) و سرقت (۲۰۱۷) حمایت کرد.

## تئوری
روان‌شناسی بالینی به عنوان روشی برای شناسایی مظنون توصیف می‌شود که خصوصیات ذهنی، عاطفی و شخصیتی شخص را بر اساس کارهایی که در صحنه جنایت انجام شده یا چیزهایی که رها شده‌است، شناسایی می‍کند.
در مورد جرم‌شناسی بالینی دو فرض مهم وجود دارد: ثبات رفتاری و همسانی.
ثبات رفتاری عقیده‌ای که معتقد است جرایم یک بزهکار مشخص شبیه به یکدیگر است. همسانی نیز این عقیده است که جرایم مشابه توسط مجرمین مشابه انجام می‌شود.
مفروضات اساسی که جرم‌شناسی بالینی به آن متکی است، مانند فرض همسانی، با پیشرفت علم روانشناسی و علوم رفتاری منسوخ شده‌است. اکثر رویکردهای جرم‌شناسی بالینی فرض می‌کنند که رفتار در درجهٔ اول توسط شخصیت تعیین می‌شود، نه عوامل موقعیتی؛ فرضیه‌ای که تحقیقات روانشناسی از دههٔ ۱۹۶۰ آن را رد کرد.
مشخص شده‌است که جرم‌شناسان بالینی تمایلی به شرکت در مطالعات مربوط به صحت جرم‌شناسی بالینی ندارند.

### منتقدین
در تحقیقات علمی یا شواهدی برای پشتیبانی از این عقیده که روانشناسی بالینی می‌تواند به عنوان ابزاری مفید در تحقیقات جنایی استفاده شود، شبهه و کمبود وجود دارد. منتقدان قابلیت اطمینان، اعتبار و سودمندی اطلاعات حاصل از جرم‌شناسی بالینی را که عموماً در تحقیقات پلیس ارائه می‌شود، زیر سؤال می‌برند. حتی طی سالیان متمادی، شیوه‌های رایج جرم‌شناسی بالینی به دلیل تعاریف ضعیفی که باعث شد رفتارها، فرضیات و فرایند روان پویایی مورد انتظار از مجرمان با رفتار و ویژگی‌های شخصیتی واقعی آنها تفاوت داشته باشد؛ تغییر کرد و مورد بی‌مهری قرار گرفتند. به عبارت دیگر، این روش ما را به سمت اطلاعات ناچندان معتبر و گمراه‌کننده در مورد مجرمان سوق می‌دهد زیرا این اطلاعات براساس نظرات و تصمیماتی است که توسط یک جرم‌شناس در حال تحقیق گرفته شده‌است. آخرین تلاش‌ها در زمینهٔ اثربخشی جرم‌شناسی بالینی، محققان را بر آن داشته تا آن را شبه‌علم بنامند. مالکم گلادول از نیویورکر جرم‌شناسی بالینی را با طالع‌بینی و سردخوانی مقایسه کرده‌است. همچنین، منتقدانی مانند برنت اسنوک و همکارانش جرم‌شناسی بالینی را ابزاری تحقیقاتی دانستند که پشت فقدان شواهد علمی پنهان می‌شود.

## آثار ذکر شده و مطالعه بیشتر
- آلیسون، لارنس، رینبو، لی (۲۰۱۱). حرفه‌ای‌سازی جرم‌شناسی بالینی: روانشناسی قانونی و تحقیقاتی در استان. نیویورک: روتلج.
- کانتر، دیوید؛ یانگز، دونا (۲۰۰۸). اصول جرم‌شناسی بالینی جغرافیایی. نیویورک: انتشارات اشگیت.
- داگلاس، جان؛ اولشکر، مارک (۱۹۹۷). سفر به تاریکی: محقق عالی اف‌بی‌آی به ذهن و انگیزه‌های ترسناک‌ترین قاتلان سریالی نفوذ می‌کند. لندن: آرو بوکز.
- ایوانز، کولین (۱۹۹۶). کتاب موردی کشف پزشکی قانونی: چگونه علم ۱۰۰ مورد از جنایات گیج‌کنندهٔ جهان را حل کرد. نیویورک: شرکت جان ویلی و پسران.
- جفرز، اچ. پاول (۱۹۹۱). پرونده‌های شرور: پرونده‌های ترسناک از واحد جرائم خشونت‌آمیز اف‌بی‌آی. لندن: وارنر بوکز.
- رسلر، رابرت؛ شاشتچمن، تام (۱۹۹۲). هر کسی که با هیولاها می‌جنگد: داستان واقعی کارآگاه درخشان اف‌بی‌آی پشت سکوت بره‌ها. نیویورک: کتابهای جیبی.